# 충주 박팽년 사당
충주 박팽년 사당(忠州 朴彭年 祠堂)은 충청북도 충주시 신니면에 있는, 조선 전기 충신으로 단종 복위를 위해 애쓴 사육신(死六臣) 중 박팽년(1417∼1456) 선생의 위패를 모시고 제사를 지내는 사당이다. 1978년 10월 27일 충청북도의 기념물 제27호로 지정되었다.

## 개요
조선 전기 충신으로 단종 복위를 위해 애쓴 사육신(死六臣) 중 박팽년(1417∼1456) 선생의 위패를 모시고 제사를 지내는 사당이다.
박팽년은 세종 29년(1447) 문과에 급제하고 집현전의 관원이 되어 신숙주, 유성원 등 젊은 학자들과 편찬사업에 참여하였다. 수양대군이 어린 단종의 왕위를 빼앗은 울분을 참지 못하고 자결하려 하였으나, 성삼문의 만류로 단념하고 죽음을 각오하고 단종 복위 운동을 계획하였다. 그러나 김질의 밀고로 실행하기도 전에 발각되자 그의 재주를 아깝게 여긴 세조의 회유에도 뜻을 굽히지 않다가 성삼문·하위지·이개·유성원 등과 함께 참형을 당했다.
지금 있는 건물은 1968년 충주시에서 새로 복원한 것이다.

## 갤러리

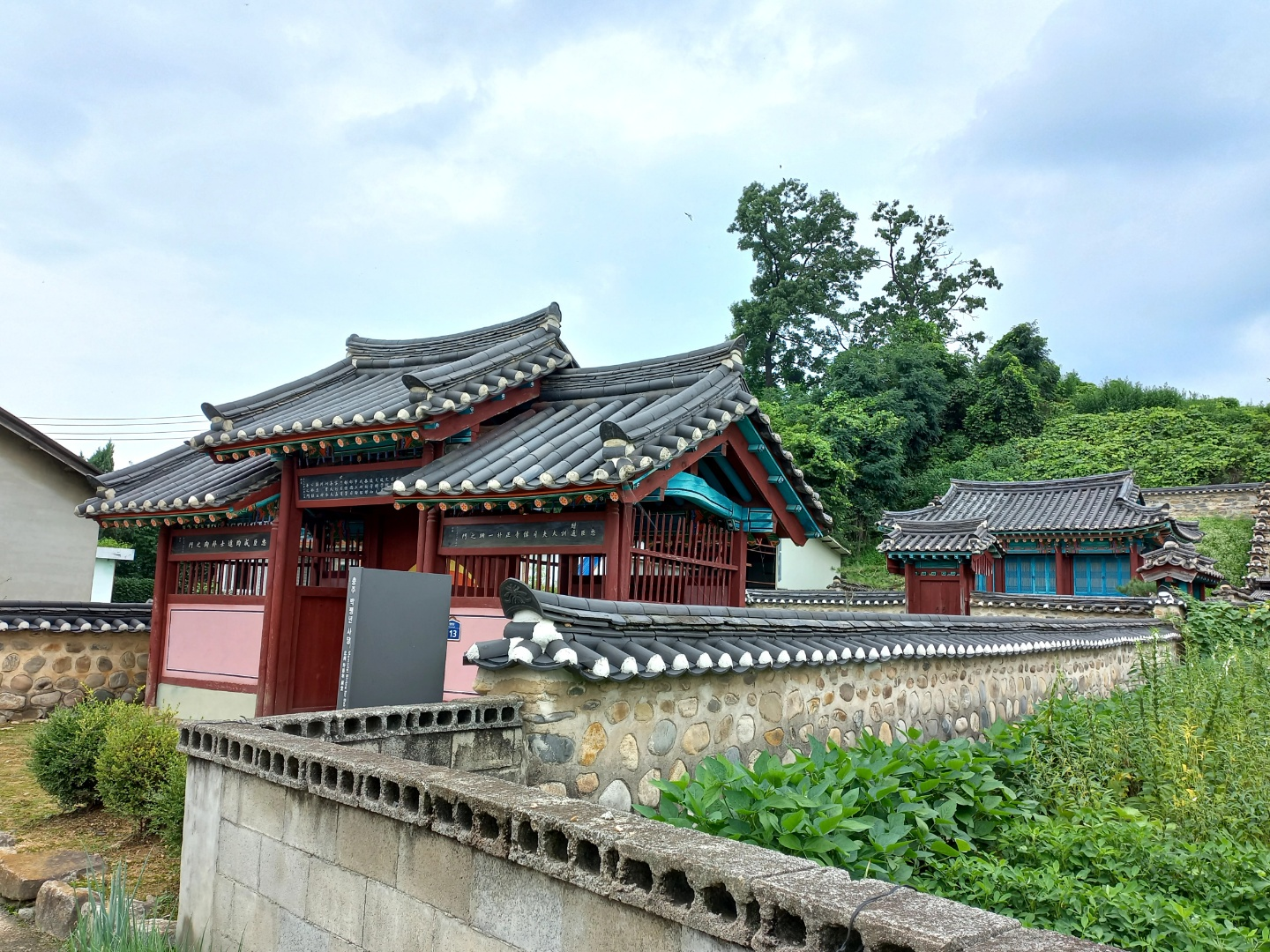
사당 좌측면
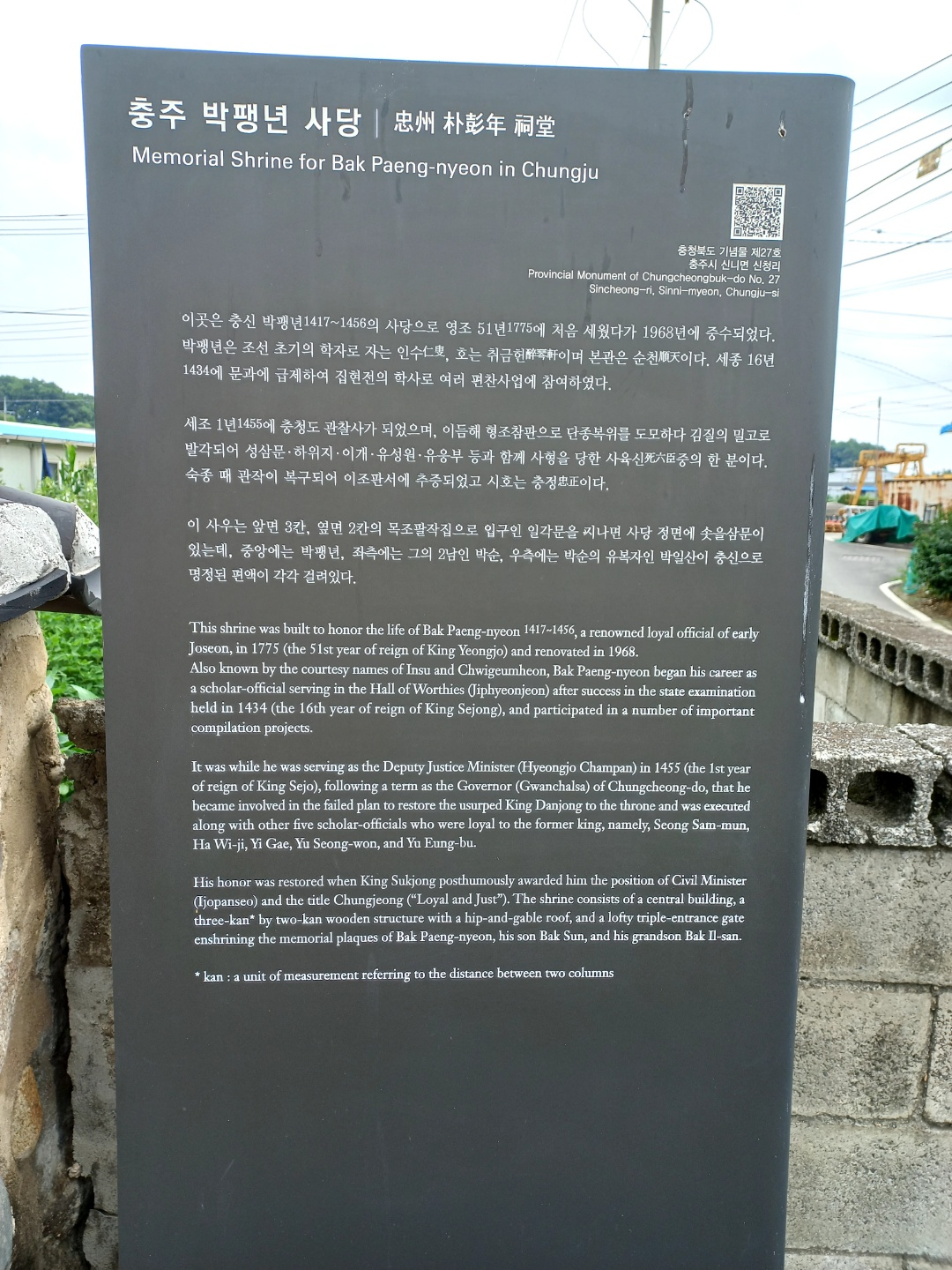
사당 설명 안내판
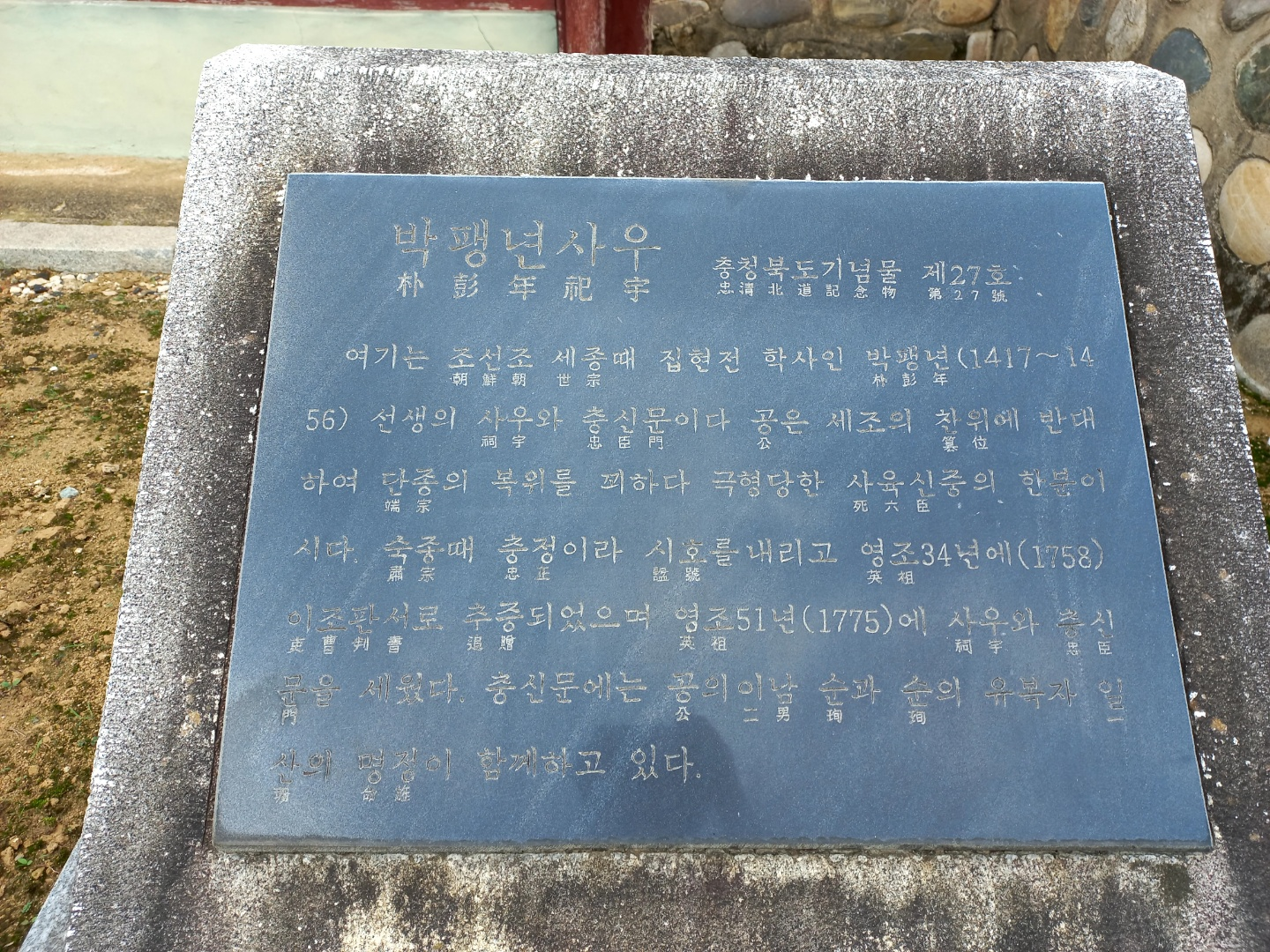
사당 표지석

## 같이 보기
- 박팽년

## 참고 문헌
- 충주 박팽년 사당 - 국가유산청 국가유산포털